# Condado de Grant (Oklahoma)
El condado de Grant (en inglés: Grant County), fundado en 1895 y con nombre en honor al presidente Ulysses S. Grant, es un condado del estado estadounidense de Oklahoma. En el año 2010 tenía una población de 4.527 habitantes con una densidad de población de 1,7 personas por km². La capital es Medford.

## Geografía
Según la Oficina del Censo el condado tiene una superficie total de 2600 kilómetros cuadrados, de los que 2590 son tierra y 7 (0,3%) son agua.

### Condados adyacentes
- Condado de Sumner - norte
- Condado de Kay - este
- Condado de Garfield - sur
- Condado de Alfalfa - oeste
- Condado de Harper - noroeste

### Principales carreteras y autopistas
- U.S. Autopista 60
- U.S. Autopista 64
- U.S. Autopista 81
- Autopista estatal 11

## Demografía
Según el censo del 2000 el ingreso medio de un household (individuos que viven bajo el mismo techo, independientemente de su grado de parentesco) era de 28.977 dólares y el ingreso medio de una familia (dos o más personas vinculadas por nacimiento, matrimonio o adopción) era de 35.833 dólares. En el año 2000 los hombres tenían unos ingresos anuales de 26.837 dólares y las mujeres, de 19.036 dólares. El ingreso por habitante era de 15.709 dólares y alrededor de un 13,70% de la población estaba bajo el umbral de pobreza nacional.

## Ciudades y pueblos
- Deer Creek
- Jefferson
- Lamont
- Manchester
- Medford
- Nash
- Pond Creek
- Renfrow
- Wakita